# Europs duplicatus
Europs duplicatus es una especie de coleóptero de la familia Monotomidae.

## Distribución geográfica
Habita en las islas Canarias (España).